# Zygonyx takasago
Zygonyx takasago е вид водно конче от семейство Libellulidae. Видът не е застрашен от изчезване.

## Разпространение
Разпространен е в Китай (Гуандун и Хайнан), Провинции в КНР и Тайван.

## Описание
Популацията на вида е стабилна.